# Villa Reducción
Villa Reducción är en ort i Argentina.   Den ligger i provinsen Córdoba, i den centrala delen av landet, 500 km väster om huvudstaden Buenos Aires. Villa Reducción ligger 265 meter över havet och antalet invånare är 1 467.
Terrängen runt Villa Reducción är platt. Runt Villa Reducción är det mycket glesbefolkat, med 7 invånare per kvadratkilometer.. Närmaste större samhälle är Las Acequias, 13,8 km sydväst om Villa Reducción.
Trakten runt Villa Reducción består till största delen av jordbruksmark.